# Psilochilus
Psilochilus – rodzaj roślin z rodziny storczykowatych (Orchidaceae). Obejmuje 19 gatunków występujących w Ameryce Południowej i Środkowej w takich krajach i regionach jak: Belize, Boliwia, Brazylia, Kolumbia, Kostaryka, Kuba, Dominikana, Ekwador, Salwador, Gwatemala, Gujana, Haiti, Honduras, Jamajka, Leeward Islands, Meksyk, Nikaragua, Panama, Peru, Portoryko, Trynidad i Tobago, Wenezuela, Windward Islands.

## Systematyka
Rodzaj sklasyfikowany do podplemienia Triphorinae w plemieniu Triphoreae, podrodzina epidendronowe (Epidendroideae), rodzina storczykowate (Orchidaceae), rząd szparagowce (Asparagales) w obrębie roślin jednoliściennych.
Wykaz gatunków
- Psilochilus alicjae Kolan.
- Psilochilus antioquiensis Kolan.
- Psilochilus carinatus Garay
- Psilochilus dressleri Kolan.
- Psilochilus dusenianus Kraenzl. ex Garay & Dunst.
- Psilochilus francoae Szlach. & Baranow
- Psilochilus hatschbachii Kolan.
- Psilochilus macrophyllus (Lindl.) Ames
- Psilochilus maderoi (Schltr.) Schltr.
- Psilochilus minutifolius Kolan.
- Psilochilus modestus Barb.Rodr.
- Psilochilus mollis Garay
- Psilochilus panamensis Kolan.
- Psilochilus physurifolius (Rchb.f.) Løjtnant
- Psilochilus sanderianus Kolan.
- Psilochilus steyermarkii Kolan.
- Psilochilus szlachetkoanus Kolan.
- Psilochilus tuerckheimii Kolan. & Szlach.
- Psilochilus vallecaucanus Kolan. & Szlach.